# Золотий м'яч 1972
«Золотий м'яч 1972»

26 грудня 1972
Найкращий футболіст Європи: 
 Франц Бекенбауер
 (вперше)

← 1971 * Золотий м'яч * 1973 →
Золотий м'яч 1972 року — 17-те щорічне вручення нагороди найкращому футболісту Європи, за підсумками опитування від журналу «Франс Футбол».

## Процедура голосування
Участь у голосуванні за визначення найкращого футболіста в Європі взяли представники 25 футбольних асоціацій УЄФА, зокрема: Австрії, Англії, Бельгії, Болгарії, Греції, Данії, Ірландії, Іспанії, Італії, Люксембурга, Нідерландів, НДР, Польщі, Португалії, Румунії, СРСР, Туреччини, Угорщини, Фінляндії, Франції, ФРН, Чехословаччини, Швейцарії, Швеції та Югославії. Вперше за останні п'ять років серед респондентів не було представника Норвегії.
Кожен із членів журі обирав п'ятьох футболістів, які, на його думку, є найкращими гравцями Європи. За перше місце нараховували 5 очок, за друге — чотири, за третє — три, за четверте — два, за п'яте — одне очко. Переможець максимально міг отримати 125 очок.
Результати голосування були опубліковані 26 грудня 1972 року в журналі France Football (№ 1395).

## Підсумки голосування
Володарем нагороди став 27-річний німецький ліберо клубу «Баварія» Франц Бекенбауер. Це перший із двох «Золотих м'ячів» виграних Францом Бекенбауером.
Відставши від переможця лише на 2 очки друге-третє місця розділи Герд Мюллер та Гюнтер Нетцер. У підсумку перші три місця посіли гравці збірної ФРН, які у тому ж році стали чемпіонами Європи.
| Місце | Гравець              | Клуб                     | Країна     | Очки | %      | Місця | Місця | Місця | Місця | Місця | К-ть голосів |
| Місце | Гравець              | Клуб                     | Країна     | Очки | %      | 1-ше  | 2-ге  | 3-тє  | 4-те  | 5-те  | К-ть голосів |
| ----- | -------------------- | ------------------------ | ---------- | ---- | ------ | ----- | ----- | ----- | ----- | ----- | ------------ |
| 1     | Франц Бекенбауер     | Баварія                  | ФРН        | 81   | 64.8 % | 10    | 4     | 1     | 6     |       | 21           |
| 2     | Герд Мюллер          | Баварія                  | ФРН        | 79   | 63.2 % | 7     | 4     | 6     | 5     |       | 22           |
| 2     | Гюнтер Нетцер        | Боруссія (Менхенгладбах) | ФРН        | 79   | 63.2 % | 5     | 7     | 6     | 4     |       | 21           |
|       |                      |                          |            |      |        |       |       |       |       |       |              |
| 4     | Йоган Кройф          | Аякс                     | Нідерланди | 73   | 58.4 % | 3     | 9     | 4     | 5     |       | 21           |
| 5     | Піт Кейзер           | Аякс                     | Нідерланди | 13   | 10.4 % |       | 1     | 1     |       | 6     | 8            |
| 6     | Казімеж Дейна        | Легія                    | Польща     | 6    | 4.8 %  |       |       | 1     | 1     | 1     | 3            |
| 7     | Гордон Бенкс         | Сток Сіті                | Англія     | 4    | 3.2 %  |       |       | 1     |       | 1     | 2            |
| 7     | Баррі Гюльсгофф      | Аякс                     | Нідерланди | 4    | 3.2 %  |       |       | 1     |       | 1     | 2            |
| 7     | Влодзімеж Любанський | Гурник                   | Польща     | 4    | 3.2 %  |       |       | 1     |       | 1     | 2            |
| 7     | Боббі Мур            | Вест Гем                 | Англія     | 4    | 3.2 %  |       |       | 1     |       | 1     | 2            |
| 11    | Христо Бонев         | Локомотив (Пловдив)      | Болгарія   | 3    | 2.4 %  |       |       | 1     |       |       | 1            |
| 11    | Геррі Мюрен          | Аякс                     | Нідерланди | 3    | 2.4 %  |       |       | 1     |       |       | 1            |
| 11    | Поль ван Гімст       | Андерлехт                | Бельгія    | 3    | 2.4 %  |       |       |       | 1     | 1     | 2            |
| 11    | Муртаз Хурцилава     | Динамо (Тбілісі)         | СРСР       | 3    | 2.4 %  |       |       |       | 1     | 1     | 2            |
| 15    | Анталь Дунаї         | Уйпешт                   | Угорщина   | 2    | 1.6 %  |       |       |       | 1     |       | 1            |
| 15    | Еусебіу              | Бенфіка                  | Португалія | 2    | 1.6 %  |       |       |       | 1     |       | 1            |
| 15    | Сандро Маццола       | Інтернаціонале           | Італія     | 2    | 1.6 %  |       |       |       |       | 2     | 2            |
| 18    | Амансіо              | Реал Мадрид              | Іспанія    | 1    | 0.8 %  |       |       |       |       | 1     | 1            |
| 18    | Пауль Брайтнер       | Баварія                  | ФРН        | 1    | 0.8 %  |       |       |       |       | 1     | 1            |
| 18    | Джорджо Кіналья      | Лаціо                    | Італія     | 1    | 0.8 %  |       |       |       |       | 1     | 1            |
| 18    | Драган Джаїч         | Црвена Звезда            | Югославія  | 1    | 0.8 %  |       |       |       |       | 1     | 1            |
| 18    | Джонні Джайлс        | Лідс Юнайтед             | Ірландія   | 1    | 0.8 %  |       |       |       |       | 1     | 1            |
| 18    | Джон Грейг           | Рейнджерс                | Шотландія  | 1    | 0.8 %  |       |       |       |       | 1     | 1            |
| 18    | Йоган Нескенс        | Аякс                     | Нідерланди | 1    | 0.8 %  |       |       |       |       | 1     | 1            |
| 18    | Джанні Рівера        | Мілан                    | Італія     | 1    | 0.8 %  |       |       |       |       | 1     | 1            |
| 18    | Євген Рудаков        | Динамо (Київ)            | СРСР       | 1    | 0.8 %  |       |       |       |       | 1     | 1            |
| 18    | Маріус Трезор        | Олімпік (Марсель)        | Франція    | 1    | 0.8 %  |       |       |       |       | 1     | 1            |

## Цікаві факти
- Розподіл по амплуа серед 27 футболістів згаданих в анкетах наступний: 2 воротарі, 5 захисників, 7 півзахисників та 13 нападників.[2]
- Франц Бекенбауер став другим німецьким (після Герда Мюллера) футболістом, який став володарем нагороди найкращому футболісту Європи.
- Розрив між першим і третім місцем становив лише 2 очки. За історію проведення опитувань це найменша різниця між першим та третім місцем.
- Розрив між першим і четвертим місцем становив лише 8 очок. Це також найменша різниця між першим та четвертим місцем в історії «Золотого м'яча»
- Франц Бекенбауер, Герд Мюллер, Гюнтер Нетцер та Йоган Кройф разом набрали 83,2 % від усіх очок (312 із 375). Це найбільша домінація перших чотирьох гравців у загальному заліку за історію проведення опитувань. Решта 23 футболістів зуміли сумарно зібрати лише 63 очки, або 16,8 % від усіх очок.
- «Баварія» стала третім (після «Реала» та «Манчестер Юнайтед») клубом, чий футболіст мінімум двічі вигравав «Золотий м'яч». «Манчестер Юнайтед» та «Реал» (Мадрид) також залишалися лідерами за цим показником — по 3 нагороди.
- Вперше на п'єдесталі пошани опинилися футболісти з однієї країни — ФРН. За історію вручення нагороди «Золотий м'яч» представники однієї країни посідали перші три місця ще двічі — ФРН у 1981 та Нідерланди у 1988 роках.
- 27 гравців згадані в анкетах представляли 15 країн, з них найбільше було від Нідерландів — 5, ФРН — 4, Італії — 3, від Англії, Польщі та СРСР — по 2 гравці.
- За 17 років проведення опитування по разу в анкетах були відсутні представники Англії, Іспанії, Італії, ФРН та СРСР, двічі — Угорщини, тричі — Франції. Причому гравці Німеччини 16 років поспіль є серед номінантів на нагороду.
- Вдруге лауреатом трофею став представник німецької першості. Лідерами за цим показником залишалися іспанський та англійський чемпіонати — по 4 трофеї.
- Всього в анкетах були названі гравці з 22 клубів, серед них найбільше було представників «Аякса» — 5, «Баварії» — 3, інших 20 клубів — по 1 гравцю.
- Вперше в опитуваннях були згадані гравці 3 клубів, зокрема: «Локомотива» (Пловдив), «Лаціо» та «Рейнджерс».
- Всього за 17 років в анкетах були згадані 213 футболістів зі 109 клубів. Футболісти «Манчестер Юнайтед» та мадридського «Реала» були згадані в опитуваннях хоча б одного разу у 14-ти випадках, «Мілана» та «Інтернаціонале» — у 13-ти, московського «Динамо» — в 11-ти, «Бенфіки», «Уйпешта» та «Тоттенгем Готспур» — в 10-ти випадках.
- Еусебіу наздогнав Льва Яшина за кількістю номінацій — в обох по 10 номінацій, у Боббі Чарлтона та Джанні Рівери — по 9, Флоріана Альберта, Луїса Суареса, Сандро Маццоли та Франца Бекенбауера — по 8.
- Євген Рудаков став першим футболістом київського «Динамо», який мінімум двічі фігурував в опитуваннях щотижневика «Франс Футбол».
- Протягом 12 років жоден французький гравець не попадав в десятку найкращих за підсумками опитування. Останнім таким гравцем був Раймон Копа — 6 місце у 1960 році.